# Pierre Bonhomme (prêtre)
Pour les articles homonymes, voir Pierre Bonhomme et Bonhomme.
Pierre Bonhomme, né à Gramat (Lot) le 4 juillet 1803, et mort le 9 septembre 1861 dans cette même ville, est un prêtre catholique français. Il est le fondateur de la Congrégation des Sœurs de Notre-Dame du Calvaire. Il est béatifié par Jean-Paul II le 23 mars 2003.

## Enfance et formation
Pierre Bonhomme est né le 4 juillet 1803, rue Saint-Roch à Gramat d'un père artisan coutelier. Il est baptisé le jour même à l'église Saint-Pierre. Il est élève du curé de la paroisse Notre-Dame : l'abbé Prunières qui dira plus tard : « Je me félicite d'avoir eu un pareil élève ».
Il fait sa première communion le jour de Noël 1813, puis il va étudier pendant deux ans le latin chez le curé de Reilhac. Il est admis dans la classe de quatrième du petit séminaire de Monfaucon et y reste quatre ans. Il entre ensuite au collège royal de Cahors où il obtient son baccalauréat. À la rentrée scolaire de 1824, il intègre le grand séminaire de Cahors dirigé par les Prêtres de la Mission. Il est ordonné prêtre le 22 décembre 1827 et célèbre sa première messe à Gramat.

## Son œuvre dans le Lot
Dès le début, le sacerdoce de Pierre Bonhomme est marqué  d’un très grand dynamisme : il réunit une équipe enseignante et ouvre dès 1827-1828 un collège de garçons à Gramat qui accueille bientôt 150 élèves.
Sa mère meurt dans ses bras le 5 juillet 1830. Après la révolution de juillet, Gramat connaît une période de troubles. Pierre Bonhomme, qui a montré de la sympathie pour Charles X, est insulté, menacé et son traitement d'enseignant est supprimé. Le 13 août 1832, ses ennemis font appel au préfet pour fermer le nouveau collège. Une partie de la population se mobilise et l'arrêté préfectoral est annulé par le ministre. Loin de se décourager, Pierre Bonhomme ouvre en 1831-1832 une autre école à Prayssac qui compte 50 élèves de latin dès l'année d'ouverture.
Alors qu'il aide le vieux curé de Gramat, il constate l'absence d'éducation des jeunes filles de la région. Il se charge longuement de la formation de certaines et crée le groupement des Enfants de Marie de Gramat, mouvement de spiritualité qui leur est dédié. Cent neuf filles s'inscrivent et élisent leurs responsables. Elles s'engagent dans la religion, mais aussi dans l'aide aux plus pauvres, vieillards et malades, par des visites, des soins, des secours matériels et spirituels.
Après la mort du vieux curé de Gramat le 8 décembre 1832, Pierre Bonhomme est nommé curé de la paroisse Notre-Dame. Avec fougue, il s'occupe du collège de garçons, des Enfants de Marie, et de sa paroisse : remise et état de l'église, chants, cérémonies et processions vers Rocamadour.
Il contribuera aussi à la restauration du pèlerinage de Notre-Dame de Rocamadour, pour lequel il inaugure, en 1835, les Semaines Mariales de Septembre.
Pierre Bonhomme décide, en accord avec le Bureau de Bienfaisance de Gramat, de bâtir un hospice, qui sera à l’origine de la Congrégation des Sœurs de Notre-Dame du Calvaire. Comme les hospices étaient couramment administrés à cette époque par des communautés religieuses et qu’il ne s’en trouve pas dans le pays, il sollicite les jeunes filles de son groupe d’Enfants de Marie, qu’il formera pour être ces religieuses. Quatre Gramatoises : Hortense et Adèle Pradel, Cora et Mathilde Rousset seront les premiers maillons d’une chaîne ininterrompue à ce jour. Elles prononcent leurs premiers vœux en 1833. Elles sont envoyées en formation chez les Filles de la Charité, les Sœurs de Nevers, les Sœurs de la Miséricorde et les Carmélites où elles apprennent à soigner les malades, à utiliser des remèdes et à éduquer les enfants. Elles reviennent à Gramat au carême 1834. Elles soignent les démunis et ouvrent une école qui accueille bientôt cinquante deux petites filles. Le 15 octobre 1835, quatre nouvelles postulantes reçoivent l'habit de la congrégation des Sœurs de Notre-Dame du Calvaire. Sur les conseils du Père Caillau, elles sont envoyées en formation d'enseignantes le 14 juin 1836 à Paris chez les Dames de Sainte-Clotilde, ce qui permettra d'ouvrir une classe payante pour les enfants des milieux fortunés. Comme beaucoup de postulantes veulent faire partie de la Congrégation, la décision est prise de construire le grand couvent de Gramat.
Pierre Bonhomme part en Normandie à la Trappe de Mortagne pour une grande retraite. Très doué pour la prédication, il décide de devenir missionnaire, avec l'approbation de son évêque Monseigneur de Hautpoul. Il se défait donc de son poste de directeur du collège et se fait remplacer pour sa charge de curé. Il peut se consacrer pleinement à l'extension de la Congrégation des Sœurs de Notre-Dame du Calvaire qui rencontre des problèmes dus à un déséquilibre mental de la mère supérieure, Mère Marie de la Croix, qui rejoint la Congrégation de Sainte-Clotilde. Cette dernière est remplacée par Hortense Pradel et en 1838, Mère Marie de la Croix s'en prend à Pierre Bonhomme. Ces diffamations sont bientôt reprises et diffusées par un journal local. Pierre Bonhomme refuse alors un voyage à Rome. C'est à ce moment que la mère des deux sœurs Rousset, qui ont quitté la congrégation, diffuse des mensonges, propagés par le journal local, qui divisent la ville de Gramat. Pierre Bonhomme subit alors des genres de charivaris au cours desquels son portrait est brûlé, il reçoit des pierres en rentrant de Rocamadour et il échappe à un guet-apens sur la route de Figeac.
La congrégation essaime à Fons en 1838 puis à Limogne-en-Quercy et Rocamadour en 1839. La construction du grand couvent de Gramat avance. De nouvelles maisons sont fondées à Luzech, Leyme, Le Vigan et Latronquière. Pierre Bonhomme souffre de plus en plus d'une maladie du larynx qui le prive de la parole et lui permet de s'occuper encore plus de la Congrégation, qui compte en 1848 soixante et une religieuses.

## Aide aux sourds-muets et aux malades mentaux
Pierre Bonhomme s'inquiète du sort réservé aux sourds-muets qui sont souvent maltraités et méprisés. L'abbé de l'Épée a déjà fondé une institution spéciale, mais beaucoup de sourds-muets ne sont pas pris en charge. La Congrégation envoie en stage deux religieuses à l'École française des sourdes-muettes-aveugles de Larnay, à Biard près de Poitiers. En 1854, une propriété est achetée à Mayrinhac-Lentour et accueille dix petites sourdes-muettes.
Pierre Bonhomme rencontre l'abbé Lambert, aumônier de l'Institut national des jeunes sourds, qui ne sait que faire des plus jeunes et des plus âgés. Le château d'Henri IV à Bourg-la-Reine sera acheté par la Congrégation en 1860 et deviendra une des plus importantes institutions avec, plus tard en  1962, 150 jeunes sourdes de 5 à 18 ans, plus de 500 élèves dans un collège secondaire, et des plus âgées.
Comme son modèle Saint Vincent de Paul, aucune détresse ne laisse le Père Bonhomme insensible. Ses religieuses de la Congrégation des Sœurs de Notre-Dame du Calvaire ont déjà soigné des malades de l'hôpital psychiatrique de Leyme. En 1844, un asile ouvroir, aujourd’hui au 50 rue du Théâtre dans le quinzième arrondissement de Paris, est ouvert par le docteur Jean-Pierre Falret qui leur en confie la gestion. 
Leur présence dans cet ancien ouvroir, devenu aujourd’hui CHRS et le siège social de l’association Œuvre Falret, durera 150 ans.

## Fin de vie
À 55 ans, Pierre Bonhomme est toujours énergique, grand orateur populaire, il déploie une intense activité de missionnaire, dans le Lot et le Tarn-et-Garonne. Au cours de ses missions, il prêche en patois, avec fougue, et par tous les temps, et fait ériger des croix par dizaines dans les villages et églises paroissiales.
Il n'hésite pas à marcher sur de longues distances dans le froid pour venir en aide à son prochain. Il s'affaiblit et à partir de juillet 1859, l'abbé Carriol va le seconder. Il envoie des religieuses qui vont ouvrir une maison d'éducation à Bezons qui accueillera bientôt près de deux cents enfants.
Le père Bonhomme souffre de problème du larynx. Le 17 décembre 1860, il est victime
d'un premier accident vasculaire cérébral. Il s'en remet mais sa langue reste à demi paralysée. Le 8 septembre 1861, il subit un deuxième AVC et meurt à Gramat le 9 septembre 1861. Le Père Bonhomme a été béatifié en 2003 par Jean-Paul II.

## Des communautés à travers le Monde
Trente ans plus tard, à la mort du Père Fondateur, les sœurs de la congrégation seront plus de deux cents et les communautés se seront multipliées dans le Lot et au-delà. Elles se mettent au service des enfants et des jeunes (catéchèse, éducation...), des paroisses, des pauvres et des malades (soins à domicile, œuvres sociales...), et surtout de ceux que le XIXe siècle marginalisait encore (sourds-muets, malades mentaux...).

## Principales fondations
- 1844 : les Sœurs du Calvaire servent à l'Hôpital Psychiatrique de Leyme (Lot)
- 1854 : ouverture de la première école pour l'éducation des sourdes-muettes à Mayrinhac-Lentour (Lot)
- 1856 : création d'un « ouvroir », asile de jour pour « aliénées convalescentes et indigentes » à Grenelle (Paris).
- 1856 : fondation à Paris, rue des Postes, d'un asile pour sourdes-muettes (transféré en 1861 à Bourg-la-Reine, cet institut existe toujours).